# Campeonato Europeo de Formula Kite
El Campeonato Europeo de Formula Kite es la máxima competición de la clase de vela Formula Kite a nivel europeo. Se realiza anualmente desde 2012 bajo la organización de la Federación Internacional de Vela (ISAF). Este tipo de tabla es una clase olímpica desde los Juegos Olímpicos de París 2024.
En 2019 y 2020 se celebró adicionalmente una prueba por relevos mixtos.

## Palmarés

### Masculino
| Núm. | Año  | Sede                      | Oro                        | Plata                     | Bronce                         |
| ---- | ---- | ------------------------- | -------------------------- | ------------------------- | ------------------------------ |
| I    | 2012 | La Baule ( Francia)       | Adam Koch Estados Unidos   | Riccardo Leccese · Italia | Julien Kerneur Francia         |
| —    | 2013 | —                         | No realizado               | No realizado              | No realizado                   |
| II   | 2014 | · ( Polonia)              | Oliver Bridge Reino Unido  | Florian Trittel · España  | Riccardo Leccese · Italia      |
| III  | 2015 | Bozcaada ( Turquía)       | Oliver Bridge Reino Unido  | Florian Gruber · Alemania | Alejandro Climent · España     |
| IV   | 2016 | Cagliari · ( Italia)      | Maxime Nocher Francia      | Oliver Bridge Reino Unido | Florian Trittel · España       |
| V    | 2017 | Estambul ( Turquía)       | Nicolas Parlier Francia    | Axel Mazella Francia      | Oliver Bridge Reino Unido      |
| VI   | 2018 | La Rochelle ( Francia)    | Guy Bridge Reino Unido     | Oliver Bridge Reino Unido | Axel Mazella Francia           |
| VII  | 2019 | Torregrande · ( Italia)   | Axel Mazella Francia       | Toni Vodišek Eslovenia    | Théo de Ramecourt Francia      |
| VIII | 2020 | Puck · ( Polonia)         | Axel Mazella Francia       | Maxime Nocher Francia     | Connor Bainbridge Reino Unido  |
| IX   | 2021 | Montpellier ( Francia)    | Maximilian Maeder Singapur | Axel Mazella Francia      | Benoît Gomez Francia           |
| X    | 2022 | Náfpaktos · ( Grecia)     | Maximilian Maeder Singapur | Toni Vodišek Eslovenia    | Benoît Gomez Francia           |
| XI   | 2023 | Portsmouth ( Reino Unido) | Riccardo Pianosi · Italia  | Maxime Nocher Francia     | Lorenzo Boschetti · Italia     |
| XII  | 2024 | Los Alcázares · ( España) | Maximilian Maeder Singapur | Axel Mazella Francia      | Riccardo Pianosi · Italia      |
| XIII | 2025 | Urla ( Turquía)           | Maximilian Maeder Singapur | Riccardo Pianosi · Italia | Gian Andrea Stragiotti · Suiza |

1. 1 2 3 4 5  En esta edición se permitió la participación de regatistas de otros continentes.

### Femenino
| Núm. | Año  | Sede                      | Oro                          | Plata                            | Bronce                            |
| ---- | ---- | ------------------------- | ---------------------------- | -------------------------------- | --------------------------------- |
| I    | 2012 | La Baule ( Francia)       | Stephanie Bridge Reino Unido | Caroline Adrien Francia          | Katja Roose · Países Bajos        |
| —    | 2013 | —                         | No realizado                 | No realizado                     | No realizado                      |
| II   | 2014 | · ( Polonia)              | Yelena Kalinina · Rusia      | Agnieszka Grzymska · Polonia     | Tatiana Sysoyeva · Rusia          |
| III  | 2015 | Bozcaada ( Turquía)       | Yelena Kalinina · Rusia      | Anastasiya Akopova · Rusia       | Agnieszka Grzymska · Polonia      |
| IV   | 2016 | Cagliari · ( Italia)      | Yelena Kalinina · Rusia      | Stephanie Bridge Reino Unido     | Jade O'Connor Irlanda             |
| V    | 2017 | Estambul ( Turquía)       | Daniela Moroz Estados Unidos | Alexia Fancelli Francia          | Yelena Kalinina · Rusia           |
| VI   | 2018 | La Rochelle ( Francia)    | Daniela Moroz Estados Unidos | Yelena Kalinina · Rusia          | Alexia Fancelli Francia           |
| VII  | 2019 | Torregrande · ( Italia)   | Daniela Moroz Estados Unidos | Eleanor Aldridge Reino Unido     | Breiana Whitehead Australia       |
| VIII | 2020 | Puck · ( Polonia)         | Julia Damasiewicz · Polonia  | Eleanor Aldridge Reino Unido     | Magdalena Woyciechowska · Polonia |
| IX   | 2021 | Montpellier ( Francia)    | Daniela Moroz Estados Unidos | Poema Newland Francia            | Lauriane Nolot Francia            |
| X    | 2022 | Náfpaktos · ( Grecia)     | Lauriane Nolot Francia       | Jessie Kampman Francia           | Gisela Pulido · España            |
| XI   | 2023 | Portsmouth ( Reino Unido) | Eleanor Aldridge Reino Unido | Annelous Lammerts · Países Bajos | Poema Newland Francia             |
| XII  | 2024 | Los Alcázares · ( España) | Lauriane Nolot Francia       | Jessie Kampman Francia           | Poema Newland Francia             |
| XIII | 2025 | Urla ( Turquía)           | Lauriane Nolot Francia       | Lily Young Reino Unido           | Lysa Caval Francia                |

1. 1 2 3 4 5 6  En esta edición se permitió la participación de regatistas de otros continentes.

### Relevo mixto
| Núm. | Año  | Sede                    | Oro                                            | Plata                                           | Bronce                                          |
| ---- | ---- | ----------------------- | ---------------------------------------------- | ----------------------------------------------- | ----------------------------------------------- |
| I    | 2019 | Torregrande · ( Italia) | Eleanor Aldridge Connor Bainbridge Reino Unido | Valeriya Garashchenko · Alexei Chibizov · Rusia | Justina Kitchen Lukas Walton-Keim Nueva Zelanda |
| II   | 2020 | Traunsee · ( Austria)   | Eleanor Aldridge Connor Bainbridge Reino Unido | Florian Gruber · Leonie Meyer · Alemania        | Guy Bridge Katie Dabson Reino Unido             |

1. ↑  En esta edición se permitió la participación de regatistas de otros continentes.

## Medallero histórico
- Actualizado a Urla 2025.

| Núm. | País           | Oro | Plata | Bronce | Total |
| ---- | -------------- | --- | ----- | ------ | ----- |
| 1    | Francia        | 7   | 10    | 10     | 27    |
| 2    | Reino Unido    | 7   | 6     | 3      | 16    |
| 3    | Estados Unidos | 5   | 0     | 0      | 5     |
| 4    | Singapur       | 4   | 0     | 0      | 4     |
| 5    | Rusia          | 3   | 3     | 2      | 8     |
| 6    | Italia         | 1   | 2     | 3      | 6     |
| 7    | Polonia        | 1   | 1     | 2      | 4     |
| 8    | Alemania       | 0   | 2     | 0      | 2     |
| 8    | Eslovenia      | 0   | 2     | 0      | 2     |
| 10   | España         | 0   | 1     | 3      | 4     |
| 11   | Países Bajos   | 0   | 1     | 1      | 2     |
| 12   | Australia      | 0   | 0     | 1      | 1     |
| 12   | Irlanda        | 0   | 0     | 1      | 1     |
| 12   | Nueva Zelanda  | 0   | 0     | 1      | 1     |
| 12   | Suiza          | 0   | 0     | 1      | 1     |
|      | TOTAL          | 28  | 28    | 28     | 84    |

1. 1 2 3 4  Estos campeonatos son abiertos a regatistas de otros continentes.